# 동일과정설
동일과정설(同一過程說, 영어: uniformitarianism)은 과거의 자연환경에 작용했던 과정이 현재의 자연현상과 같을 것이라고 하는 가설이다. 근대 지질학의 기초가 된 이론으로서, 격변설에 반대되는 가설이다. 이 ‘동일과정설’이라는 용어는 윌리엄 휴얼에 의해 만들어진 말로 그는 또한 지구가 갑작스럽고, 짧은 삶을 산, 급격한 사건에 의해 형성되었다는 ‘격변설’(catastrophism)이라는 용어도 만들었다.
이 용어는 18세기 스코틀랜드 박물학자들에 의해 정식화되었으며, 지질학자 제임스 허턴의 저작에서 시작되어 존 플레이페어에 의해 정제되고, 찰스 라이엘의 1830년에 출판된 《지질학의 원리》(Principles of Geology)로 널리 알려졌다.

## 제창
18세기 영국의 지질학자 제임스 허턴은 1788년 저서 《지구의 이론》에서 동일과정설을 주장했다. 과거의 지질 현상은 현재의 자연현상을 주의 깊게 관찰하는 것으로 알 수 있으며, 과거의 지질 시대의 각종 현상도 현재의 자연의 법칙에 따라 발생했다는 것이다. 영국의 찰스 라이엘은 이 가설을 《지질학 원리》로 채택하였고, 같은 이름의 책 《지질학 원리》를 1830년대에 출판하여 이 가설이 널리 알려지게 되었다. 이 동일과정설은 17세기 후반 프랑스의 퀴비에가 주장한 격변설에 대하여 반대되는 가설이다.

## 영향
동일과정설로 인해, 기존의 〈격변설〉과는 다른 관점에서 설명하려는 노력을 하게 되었으며, '사변적인 지질학'이 '과학적인 지질학'으로 넘어가는 계기가 되었다. 동일과정설에 따르면 지질 현상은 극히 긴 시간 동안 천천히 일어나는데, 이러한 장대한 시간 척도를 가지고 자연현상을 설명하려는 생각은 찰스 다윈에게도 영향을 주어 진화론을 발상해내는 시발점이 된 것으로 보인다. 다윈이 비글호를 타고 항해할 때, 1830년에 출판한 찰스 라이엘의 《지질학 원리》를 읽었다고 알려져 있다.

## 현대 지질학의 추세
현재 과학적으로 합의된 바에 따르면 지구의 역사는 전체적으로 느리고 점진적인 과정이며, 그 가운데 때때로 지구 및 지구에 서식하고 있는 생물들에게 영향을 끼치는 자연적 격변이 존재하는 것이다. 즉, 지구 역사를 통틀어 대량 절멸이 최소한 다섯 번 이상 존재했으며 이는 지구 역사상 최소한 다섯 번 이상의 전지구적 대격변이 발생했을 가능성을 암시한다.

## 같이 보기
- 제임스 허턴
- 찰스 라이엘
- 격변설